# Peach Melba

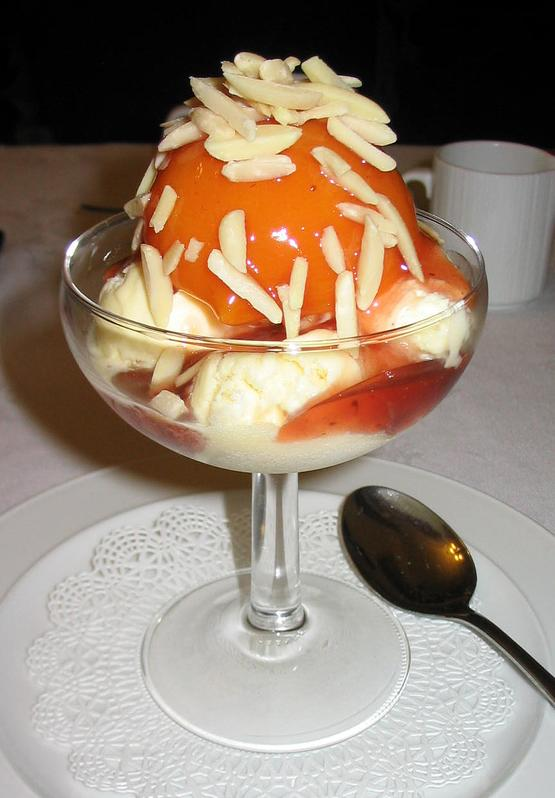
Peach Melba med mandelflarn.

Peach Melba (franska: pêche Melba, uttal: [pɛʃ mɛl.ba]) är en dessert, skapad 1892 eller 1893 av den franske kocken Auguste Escoffier på Savoy Hotel i London, till den australiska sopranen Nellie Melbas ära. Den består av persika och hallonsås på vaniljglass.
År 1892 deltog Nellie Melba i en uppsättning av Wagners opera Lohengrin på Covent Garden. Hertigen av Orléans gav en middagsbjudning för att fira hennes triumf. Escoffier skapade en ny dessert för detta tillfälle och för att visa den använde han en isskulptur av en svan som förekommer i operan. Svanen bar persikor vilande på en bädd av vaniljglass, toppade med spunnet socker.
År 1900 skapade Escoffier en ny variant av efterrätten. För att fira öppnandet av Carlton Hotel i London där han var chefskock, uteslöt han issvanen och toppade persikorna med hallonmos. Andra versioner av denna dessert använder päron, aprikoser eller jordgubbar istället för persikor och/eller hallonsås eller smält rödavinbärsgelé istället för hallonmos.
Den 13 januari infaller National Peach Melba Day i USA.